# اصل عملی
اصل عملی که در حقوق فرانسه معادل کلمه fiction می‌باشد یکی از اصول حقوقی است. در این اصل قاضی چیزی از واقعیت را کشف نمی‌کند و مجهولی از مجهولات قضاوت برایش حل نمی‌شود. این اصل صرفاً یک دستورالعملی است که از طرف قانونگذار یا عرف صادر شده تا قاضی در تحیر نماند.